# پسر طلایی (جایزه)
پسر طلایی (انگلیسی: Golden Boy)، جایزه‌ای سالیانه است که توسط روزنامه‌نگاران ورزشی به بازیکن جوانی که چشمگیرترین عملکرد را در یک سال میلادی در اروپا داشته‌است، داده می‌شود. تمام شرکت کنندگان باید زیر ۲۱ سال باشند و در بالاترین دستهٔ لیگ‌های اروپایی بازی کنند.

## گزینش
این جایزه توسط روزنامهٔ ایتالیایی توتواسپورت ایجاد شد. از آن پس روزنامه‌های دیگر چون بیلت (از آلمان)، بلیک (از سوئیس)، آبولا (از پرتغال)، لکیپ (از فرانسه)، فرانس فوتبال (از فرانسه)، مارکا (از اسپانیا)، موندو دپورتیوو (از اسپانیا)، تانئا (از یونان)، اسپورت اکسپرس (از روسیه)، د تلگراف (از هلند) و تایمز (از بریتانیا) برای گزینش بازیکن در رای‌گیری شرکت می‌کنند.

## برندگان

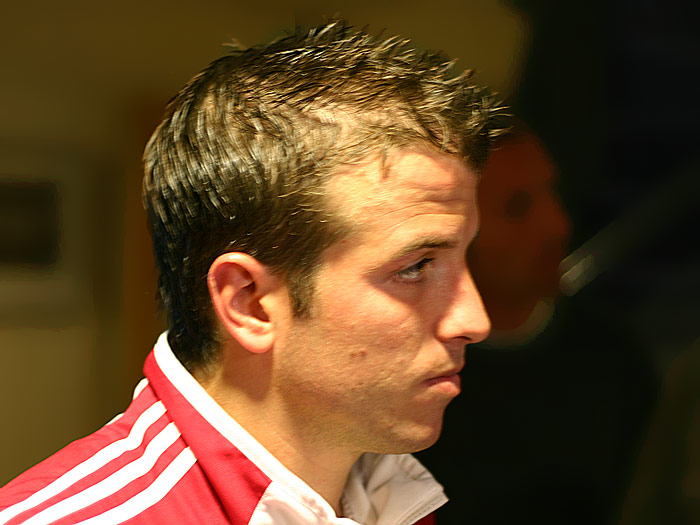
رافائل فن در فارت، نخستین برنده جایزه

| سال  | برنده             | باشگاه(ها)              | پست   | سال تولد | منبع   |
| ---- | ----------------- | ----------------------- | ----- | -------- | ------ |
| ۲۰۰۳ | رافائل فن در فارت | آژاکس                   | هافبک | ۱۹۸۳     | [ ۱ ]  |
| ۲۰۰۴ | وین رونی          | اورتون منچستر یونایتد   | مهاجم | ۱۹۸۵     | [ ۱ ]  |
| ۲۰۰۵ | لیونل مسی         | بارسلونا                | مهاجم | ۱۹۸۷     | [ ۱ ]  |
| ۲۰۰۶ | سسک فابرگاس       | آرسنال                  | هافبک | ۱۹۸۷     | [ ۱ ]  |
| ۲۰۰۷ | سرخیو آگوئرو      | اتلتیکو مادرید          | مهاجم | ۱۹۸۸     | [ ۱ ]  |
| ۲۰۰۸ | اندرسون           | منچستر یونایتد          | هافبک | ۱۹۸۸     | [ ۲ ]  |
| ۲۰۰۹ | الکساندر پاتو     | میلان                   | مهاجم | ۱۹۸۹     | [ ۳ ]  |
| ۲۰۱۰ | ماریو بالوتلی     | اینتر میلان منچستر سیتی | مهاجم | ۱۹۹۰     | [ ۴ ]  |
| ۲۰۱۱ | ماریو گوتسه       | بروسیا دورتموند         | هافبک | ۱۹۹۲     | [ ۵ ]  |
| ۲۰۱۲ | ایسکو             | مالاگا                  | هافبک | ۱۹۹۲     | [ ۶ ]  |
| ۲۰۱۳ | پل پوگبا          | یوونتوس                 | هافبک | ۱۹۹۳     | [ ۷ ]  |
| ۲۰۱۴ | رحیم استرلینگ     | لیورپول                 | هافبک | ۱۹۹۴     | [ ۸ ]  |
| ۲۰۱۵ | آنتونی مارسیال    | موناکو منچستر یونایتد   | مهاجم | ۱۹۹۵     | [ ۹ ]  |
| ۲۰۱۶ | رناتو سانچز       | بنفیکا بایرن مونیخ      | هافبک | ۱۹۹۷     | [ ۱۰ ] |
| ۲۰۱۷ | کیلیان امباپه     | موناکو پاری سن ژرمن     | مهاجم | ۱۹۹۸     | [ ۱۱ ] |
| ۲۰۱۸ | ماتیس دی لیخت     | آژاکس                   | مدافع | ۱۹۹۹     | [ ۱۲ ] |
| ۲۰۱۹ | ژوآو فلیکس        | بنفیکا اتلتیکو مادرید   | مهاجم | ۱۹۹۹     | [ ۱۳ ] |
| ۲۰۲۰ | ارلینگ هالند      | بروسیا دورتموند         | مهاجم | ۲۰۰۰     | [ ۱۴ ] |
| ۲۰۲۱ | پدری              | بارسلونا                | هافبک | ۲۰۰۲     | [ ۱۵ ] |
| ۲۰۲۲ | گاوی              | بارسلونا                | هافبک | ۲۰۰۴     | [ ۱۶ ] |
| ۲۰۲۳ | جود بلینگام       | رئال مادرید             | هافبک | ۲۰۰۳     | [ ۱۷ ] |
| ۲۰۲۴ | لامینه یامال      | بارسلونا                | مهاجم | ۲۰۰۷     | [ ۱۸ ] |

## برندگان بر اساس پست
| پست   | تعداد برنده(ها) |
| ----- | --------------- |
| هافبک | ۱۳              |
| مهاجم | ۹               |
| مدافع | ۱               |

## برندگان بر اساس ملیت
| کشور     | تعداد برنده(ها) | سال(ها)                      |
| -------- | --------------- | ---------------------------- |
| اسپانیا  | ۵               | ۲۰۰۶، ۲۰۱۲، ۲۰۲۱، ۲۰۲۲، ۲۰۲۴ |
| فرانسه   | ۳               | ۲۰۱۳، ۲۰۱۵، ۲۰۱۷             |
| انگلستان | ۳               | ۲۰۰۴، ۲۰۱۴، ۲۰۲۳             |
| هلند     | ۲               | ۲۰۰۳، ۲۰۱۸                   |
| آرژانتین | ۲               | ۲۰۰۵، ۲۰۰۷                   |
| برزیل    | ۲               | ۲۰۰۸، ۲۰۰۹                   |
| پرتغال   | ۲               | ۲۰۱۶، ۲۰۱۹                   |
| ایتالیا  | ۱               | ۲۰۱۰                         |
| آلمان    | ۱               | ۲۰۱۱                         |
| نروژ     | ۱               | ۲۰۲۰                         |

## برندگان بر اساس باشگاه
سال‌هایی که به صورت پررنگ نوشته شده‌اند، مشترک با باشگاه‌های دیگر است.
| باشگاه          | تعداد برنده(ها) | سال(ها)                |
| --------------- | --------------- | ---------------------- |
| بارسلونا        | ۴               | ۲۰۰۵، ۲۰۲۱، ۲۰۲۲، ۲۰۲۴ |
| منچستر یونایتد  | ۳               | ۲۰۰۴، ۲۰۰۸، ۲۰۱۵       |
| موناکو          | ۳               | ۲۰۱۵، ۲۰۱۷             |
| آژاکس           | ۳               | ۲۰۰۳، ۲۰۱۸             |
| اتلتیکو مادرید  | ۳               | ۲۰۰۷، ۲۰۱۹             |
| بروسیا دورتموند | ۳               | ۲۰۱۱، ۲۰۲۰، ۲۰۲۳       |
| بنفیکا          | ۳               | ۲۰۱۶، ۲۰۱۹             |
| اورتون          | ۱               | ۲۰۰۴                   |
| آرسنال          | ۱               | ۲۰۰۶                   |
| میلان           | ۱               | ۲۰۰۹                   |
| منچستر سیتی     | ۱               | ۲۰۱۰                   |
| اینتر میلان     | ۱               | ۲۰۱۰                   |
| مالاگا          | ۱               | ۲۰۱۲                   |
| یوونتوس         | ۱               | ۲۰۱۳                   |
| لیورپول         | ۱               | ۲۰۱۴                   |
| بایرن مونیخ     | ۱               | ۲۰۱۶                   |
| پاری سن-ژرمن    | ۱               | ۲۰۱۷                   |
| رئال مادرید     | ۱               | ۲۰۲۳                   |